# 郭德懷
郭德懷（1886年7月31日—1951年7月4日）是一名印尼福建裔華人馬來語小說與戲劇作家、記者。

## 生平
郭德懷是Tjiam Kwee Hong和Tan Ay Nio夫妻的么子。在求學前期，他因為無法理解教學語言（福建話）和內容而經常逃學。後來他開始向父親學習從事紡織生意，並在這個階段對文學萌生興趣。郭德懷隨後成為一名記者，在雜誌與報社（如《Ho Po Li Po》與《Sin Po》等）的編輯部工作。1926年，郭德懷創辦自己的雜誌－「全景」雜誌；然而卻因經營不善而轉手賣給潘隆義。他最著名的文獻是關於中華會館（Tiong Hoa Hwee Koan）創立歷史和背景，由1936年8月連載至1939年1月。
郭德懷不僅以記者身分創造相當成就，在小說與劇本創作等方面之表現也相當耀眼。他第一部獲得好評的戲劇作品是《假冒神》，於1919年出版，內容譴責利慾薰心之人。另一作品《吉打邦的玫瑰》主要受到莎士比亞的《仲夏夜之夢》影響；藉由這個故事反應了當時印尼社會情況，但也開啟公開討論未婚男子包養小妾（nyai）的現象。這部小說後來曾以戲劇形式於1931年與1975年公開演出兩次。近期又因懷舊而再次演出。
1928年，他的戲劇作品《The Victim Yi Yong Toan》公開演出，批評徵招年輕華人前往中國與日本軍隊作戰。他多數的作品皆反應了現實生活與政治議題。戲劇《迪古爾》是一名共產黨領袖與其妻子的故事。另一作品《波文迪古爾戲劇》是印度尼西亞共產黨反抗荷蘭殖民政府的故事；後來被視為郭德懷的代表作。